# Cissus assamica
Cissus assamica är en vinväxtart som först beskrevs av Marmaduke Alexander Lawson och fick sitt nu gällande namn av William Grant Craib. 
Cissus assamica ingår i släktet Cissus och familjen vinväxter. Inga underarter finns listade i Catalogue of Life.